# フロニカミド
フロニカミド（Flonicamid）はピリジン系の有機化合物で、アブラムシ、コナジラミ、アザミウマなどの殺虫剤として使用されている。昆虫の弦音器官を破壊し、聴覚、平衡感覚、運動に影響を与えて摂食を停止させるが、具体的な標的部位は不明である。一般的には、水に溶かして散布するタイプの水和剤として販売されている。